# Gypsophila paniculata
Gypsophila paniculata es una planta perenne de origen silvestre, cultivada de forma ornamental en jardines, y de uso común en la floristería, como follaje y relleno en arreglos florales. Se la conoce comúnmente como nube, velo de novia, pillanovios, casumisó, gisófila o paniculata. Es una de las plantas más conocidas del género Gypsophila.

## Distribución y hábitat
Es originaria de Europa Oriental, Siberia y Asia Central, y vive en las estepas en suelos secos, arenosos y pedregosos, a menudo calizos al igual que otras especies del género Gypsophila (que significa "amante del yeso").

## Descripción

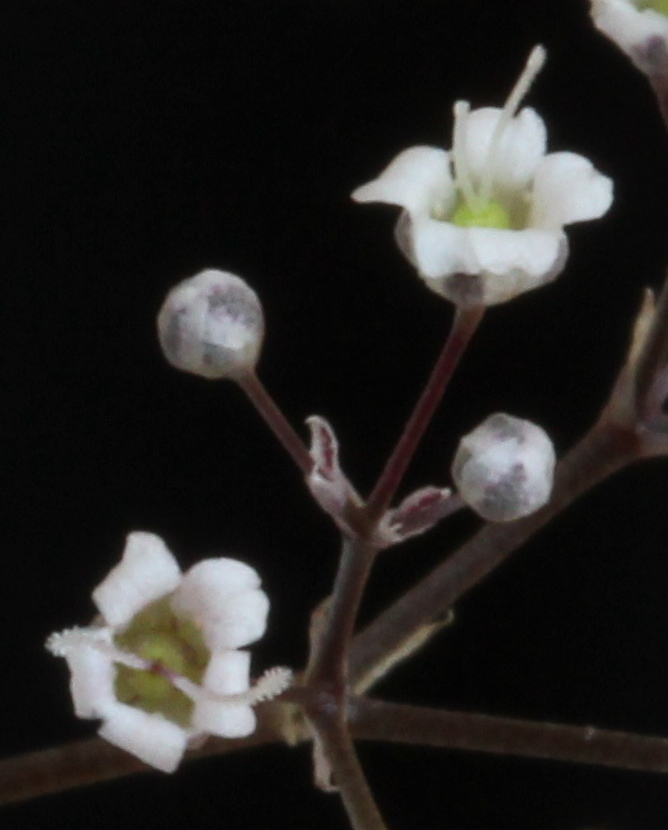
Vista de cerca de dos flores de Gypsophila paniculata

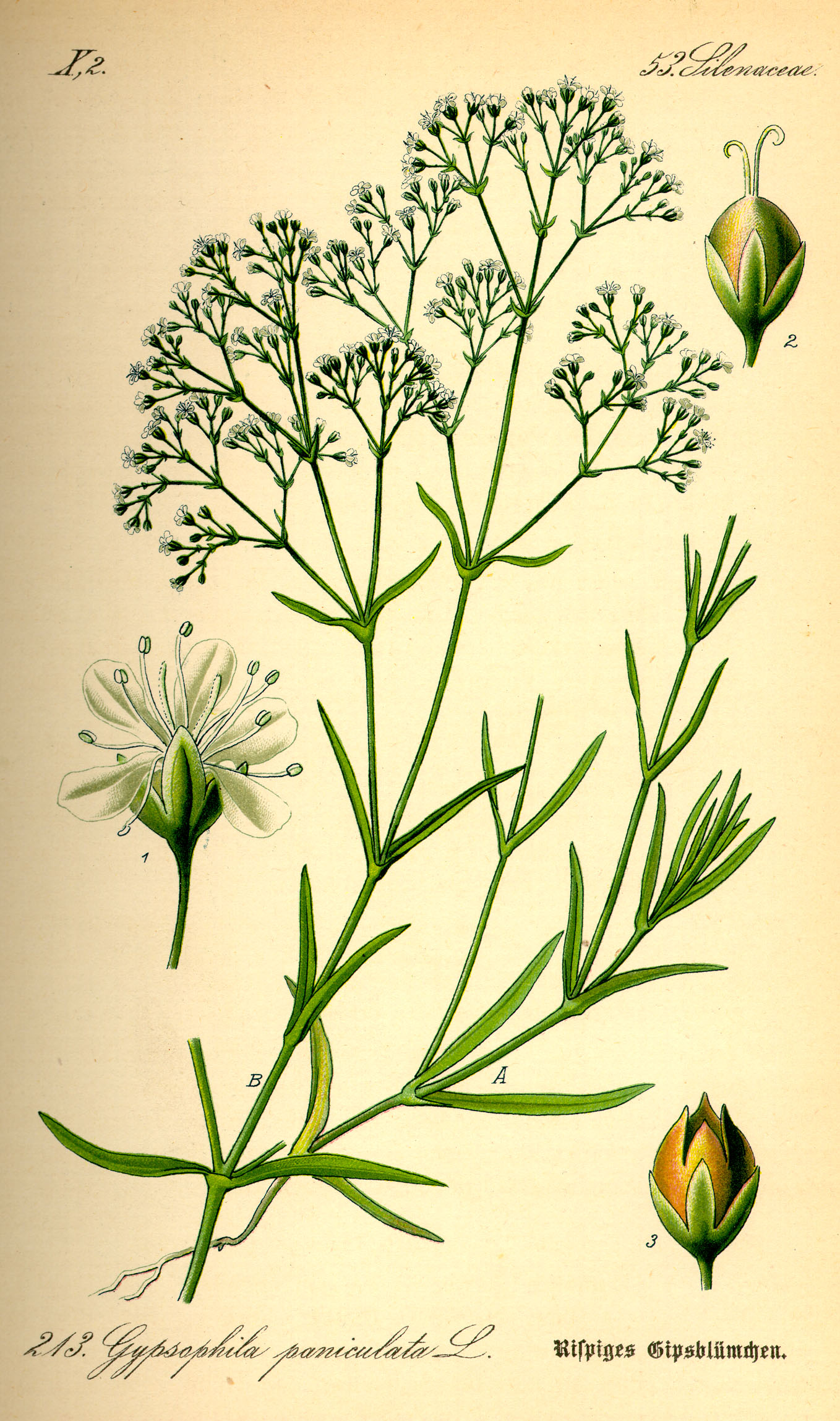
Illustration

La planta mide entre 90 y 120 cm. y tiene numerosos ramilletes de pequeñas flores de 3-10 mm de diámetro con cinco pétalos blancos. Florece durante el verano, aunque en las regiones tropicales se cultiva durante todo el año con excepción del invierno, pues es sensible a las temperaturas bajas. Necesita de grandes cantidades de luz solar directa. Es herbácea, que muere en el invierno sin dejar tronco de madera.

## Usos
Su cultivo es importante en Perú, representando una parte importante de su exportación de flores.

## Taxonomía
Gypsophila paniculata fue descrita por  Carlos Linneo   y publicado en Species Plantarum 1: 407. 1753.
Sinonimia
- Arrostia paniculata Raf.
- Gypsophila effusa Tausch
- Gypsophila hungarica Borbás
- Gypsophila manginii auct.
- Gypsophila paniculata var. adenopoda Borbás ex Hallier
- Gypsophila parviflora Moench
- Gypsophila tatarica Gueldenst.
- Lychnis procera Ledeb.
- Saponaria paniculata (L.) H.Neumayer[8]